# Lista das estruturas visionárias mais altas de Tóquio

Sky Mile Tower, um arranha-céus projetado para ser construído na Baía de Tóquio e medir 1700 metros de altura.

A Torre de Babel de Tóquio seria a estrutura mais alta jamais construída pela humanidade, com cerca de 10 km de altura.

Tóquio é a mais populosa das 47 prefeituras[A] do Japão. Com cerca de 14 milhões de habitantes na prefeitura e 40 milhões na área metropolitana em 2024, Tóquio figura entre as maiores metrópoles do mundo. Apesar de o Japão ser o país com média de idade mais elevada do mundo em 2024 (excetuando a cidade-estado do Mónaco e Saint-Pierre e Miquelon), segundo o The World Factbook, e de possuir um crescimento demográfico negativo, o país passou por um período de rápido crescimento populacional após a Segunda Guerra Mundial, sobretudo a capital, Tóquio. Esse crescimento deu origem a diversos megaprojetos que tinham como objetivo resolver problemas ecológicos e de falta de espaço causados pela sobrepopulação. Este artigo lista megaprojetos visionários anunciados nas décadas de 1980 e 1990, coincidindo com o período da bolha económica japonesa, assim como outros projetos mais recentes, com alturas iguais ou superiores a 300 metros.    

## Estruturas visionárias mais altas
Esta tabela lista projetos de construção visionários em Tóquio com alturas iguais ou superiores a 300 metros.
| Nome                     | Altura (m) | Pisos | Início | Conclusão | Localização (Ward) | Notas |
| ------------------------ | ---------- | ----- | ------ | --------- | ------------------ | --- |
| Torre de Babel de Tóquio | 10 km      | 1969  | —      | —         | —                  | - Tipo de estrutura: arcologia                                                                                            |
| X-SEED 4000              | 4000       | 800   | —      | —         | —                  | - Tipo de estrutura: arcologia                                                                                            |
| TRY-2004                 | 2004       | 400   | —      | —         | —                  | [ 8 ] |
| Aeropolis 2001           | 2001       | 500   | —      | —         | —                  | - Tipo de estrutura: edifício (arranha-céus) / arcologia                                                                  |
| Sky Mile Tower           | 1700       | —     | —      | 2045      | —                  | [ 10 ] |
| M.O.T.H.E.R.             | 1321       | 220   | —      | —         | —                  | - Tipo de estrutura: arcologia                                                                                            |
| The Spiral               | 1000       | 200   | —      | —         | —                  | [ 12 ] |
| Sky City 1000            | 1000       | 196   | —      | —         | —                  | - Tipo de estrutura: arcologia                                                                                            |
| Hyper Building           | 1000       | —     | —      | —         | —                  | [ 14 ] |
| Millenium Tower          | 840        | 180   | —      | 2009      | —                  | [ 15 ] |
| DIB-200                  | 800        | 200   | —      | —         | —                  | [ 16 ] [ 17 ] |
| Holonic Tower            | 600        | 120   | —      | —         | —                  | [ 18 ] |
| Shimizu Super High Rise  | 550        | —     | —      | —         | —                  | [ 19 ] |
| W350                     | 350        | 70    | —      | 2041      | Chiyoda            | - Projeto de investigação que procura tornar possível a construção de arranha-céus super altos feitos em madeira até 2041 |